# Yoo Seung-jun
Yoo Seung-jun (Hangul: 유승준; Hanja: 劉承俊; Hán-Việt: Lưu Thừa Tuấn; sinh ngày 15 tháng 12 năm 1976), còn được biết với tên tiếng Anh Steve Yoo, là một nam ca sĩ, vũ công, rapper, và diễn viên người Mỹ gốc Hàn, một trong những thần tượng K-pop nổi tiếng nhất tại Hàn Quốc kể từ khi ra mắt vào năm 1997. Sự nghiệp ca nhạc của Yoo kết thúc vào năm 2002, khi anh bị cáo buộc tội danh trốn tránh nghĩa vụ quân sự của Hàn Quốc bằng cách trở thành công dân Hoa Kỳ. Sau đó, anh không được phép nhập cảnh vào Hàn Quốc. Kể từ đó, Yoo tiếp tục hoạt động với tư cách một diễn viên ở Trung Quốc.
Anh được khán giả biết đến với vai diễn Kim Ngột Truật trong phim truyền hình dã sử Tinh Trung Nhạc Phi và Công tử Văn trong phim điện ảnh Đại Binh Tiểu Tướng.

## Tiểu sử
Yoo Seung-jun sinh ngày 15 tháng 12 năm 1976 tại Seoul, Hàn Quốc. Anh và gia đình chuyển đến Mỹ năm 13 tuổi và định cư tại Buena Park, California. Yoo đã thực hiện các đoạn băng demo về kỹ năng rap và vũ đạo của mình rồi gửi chúng cho Brothers Entertainment, cuối cùng anh được trúng tuyển và rời California để bắt đầu sự nghiệp ca sĩ.

## Sự nghiệp hoạt động

### 1997: Ra mắt công chúng
Yoo ra mắt với tư cách ca sĩ tại Hàn Quốc vào năm 1997. Album đầu tiên của anh, "West Side" đã trở thành một cú hit với đĩa đơn đầu tay "Gawi". Cùng với đĩa đơn khác là "I Love You, Noona", anh đã giành giải "Người mới xuất sắc nhất của năm" tại nhiều lễ trao giải. Yoo trở nên nổi tiếng với điệu nhảy đặc trưng "Gawi", trong đó anh và các vũ công phụ của mình xếp hàng chéo nhau để thực hiện các động tác giống nhau cùng một lúc. "West Side" cuối cùng bán được hơn một triệu bản.

### 1998
Vào mùa hè năm 1998, anh phát hành album thứ hai "For SALE" với ca khúc chủ đề "Na Na Na" ("나나나"), album và video âm nhạc của Yoo đã đứng đầu bảng các xếp hạng. Trong MV có sự tham gia của nữ diễn viên Choi Ji-woo, người đóng vai một giáo viên thực tập trong khi Yoo trong vai một học sinh quấy phá. Nhiều người coi đây là album thành công nhất trong sự nghiệp của Yoo, vì nó đã giúp anh giành được giải "Nghệ sĩ xuất sắc nhất của năm". Album này lần nữa bán được 1 triệu đĩa.

### 1999
Năm 1999, anh tiếp tục phát hành album thứ ba "Now Or Never", trong đó có đĩa đơn ăn khách "Passion". Cuối năm đó, Yoo phát hành album thứ tư "Over and Over", bao gồm ca khúc "Vision".

### 2000
Trong thời gian này, anh bắt đầu mở rộng sự nghiệp của mình sang Trung Quốc và Đài Loan, với việc phát hành đĩa đơn "Can't Wait", hợp tác với ca sĩ Đài Loan Yuki. "Now or Never" đứng đầu bảng xếp hạng Hàn Quốc với doanh số tuần đầu tiên là 879.000 album được bán ra, lập kỷ lục về doanh số tuần đầu tiên cao nhất từ trước đến nay. Album cuối cùng đã bán được gần 1,5 triệu bản. Anh cũng phát hành video âm nhạc cho hai bài hát tiếng Hàn của mình vào năm đó là "Wish You Could Find" và "Yesterday, Today & Tomorrow", phần sau thể hiện một hình ảnh sành điệu hơn.

### 2001
Năm 2001, anh phát hành album thứ sáu "Infinity" với đĩa đơn "Wow". Mặc dù được mặt đánh giá thấp hơn về mặt chuyên môn và thương mại so với ba album trước đó của anh, "Infinity" vẫn ra mắt ở vị trí số 1 trên bảng xếp hạng với doanh số tuần đầu tiên là 359.961 bản. Album đã đạt được doanh số hơn 600.000.

### 2002: Trục xuất khỏi Hàn Quốc
Yoo từng nhiều lần tuyên bố trên truyền hình rằng anh sẽ hoàn thành nghĩa vụ quân sự bắt buộc. Nhưng vào năm 2002, ngay trước khi phải nhập ngũ, anh đã tiến hành nhập quốc tịch Hoa Kỳ. Chính phủ Hàn Quốc coi đây là một hành động đào ngũ và đã trục xuất anh, cấm anh không được nhập cảnh vào nước này vĩnh viễn.

### 2003-2007: Hậu trục xuất
Năm 2003, bố vợ của anh qua đời ở Hàn Quốc. Bộ Tư pháp Hàn Quốc cho phép Yoo nhập cảnh tạm thời vào Hàn Quốc trong thời gian hai ngày. Năm 2006, anh góp mặt trong bài hát "Single Person" của rapper H-Eugene. Video âm nhạc của bài hát không thể hiện hình ảnh của Yoo, nhưng cho thấy bóng của anh đang thực hiện vũ đạo.
Năm 2007, anh phát hành album thứ bảy "Rebirth of YSJ" dành tặng những người hâm mộ đã sát cánh bên anh qua những thăng trầm trong sự nghiệp. Album được thực hiện dưới sự hợp tác của đội ngũ sản xuất đến từ Mỹ, Trung Quốc và Hàn Quốc. Trong đó, anh cho ra mắt các đĩa đơn "Missing U", "Breakin' Love", "One For Me" và "Fireworks".

### 2008-nay
Tháng 6 năm 2008, Yoo ký hợp đồng 15 năm với công ty quản lý giải trí của Thành Long để trở thành diễn viên. Kể từ đó, anh đã cố gắng tạo dựng tên tuổi của mình bằng cách tiếp tục sự nghiệp ca hát và diễn xuất ở Trung Quốc đại lục. Vào tháng 2 năm 2010, Yoo xuất hiện lần đầu trong bộ phim Đại Binh Tiểu Tướng với vai Công tử Văn. Cũng trong năm đó, anh phát hành video âm nhạc bằng tiếng Hàn và tiếng Trung cho đĩa đơn "My World".
Vào năm 2015, có thông báo rằng Yoo sẽ xuất hiện trong bộ phim Dragon Blade.
Năm 2019, anh phát hành hai đĩa đơn bằng tiếng Hàn là "Another Day" và "People Don't Know" cùng video âm nhạc cho cả hai bài hát.
Năm 2022, Yoo được ghi danh làm sinh viên tại Chủng viện Westminster California.

## Đời tư
Năm 2011, trước thông báo của mạng truyền hình Hàn Quốc Seoul Broadcasting System về việc tổ chức một cuộc thăm dò công khai về việc liệu người Hàn Quốc có nghĩ rằng Yoo Seung-jun nên được phép quay lại Hàn Quốc hay không, anh nói rằng mình không có kế hoạch quay trở lại.
Vào tháng 12 năm 2013, có tin đồn rằng lệnh cấm đối với Yoo đã được dỡ bỏ và anh có thể nhập cảnh vào Hàn Quốc. Tuy nhiên, vào tháng 1 năm 2014, Hiệp hội Nhân lực Quân sự Hàn Quốc đã đưa ra tuyên bố phủ nhận thông tin này.
Vào ngày 19 tháng 5 năm 2015, Yoo xuất hiện trong một video mà anh đã chia sẻ về câu chuyện trốn nghĩa vụ quân sự của mình vào năm 2002. Anh đã quỳ gối để cầu xin được quay trở lại Hàn Quốc, hứa rằng sẽ "làm bất cứ điều gì cần thiết" và chấp nhận bất kỳ điều kiện nào mà chính phủ Hàn Quốc đưa ra.
Vào ngày 23 tháng 2 năm 2017, sau phiên tòa, Yoo đã thua kiện trong lần kháng cáo thứ hai và cũng là cuối cùng vì anh không được phép quay lại Hàn Quốc cũng như không thể kháng cáo lệnh cấm nhập cảnh trong tương lai.
Ngày 11/7/2019, Tòa án Tối cao Hàn Quốc đã gửi vụ thưa kiện đã khép lại trước đó của Yoo lên Tòa án tối cao Seoul.
Vào ngày 15 tháng 11 năm 2019, tòa phúc thẩm đã đảo ngược quyết định trước đó và đưa ra phán quyết có lợi cho Yoo, cho phép anh có cơ hội quay lại Hàn Quốc.
Sau khi bị trục xuất khỏi Hàn Quốc vào năm 2002, Yoo chuyển đến sống ở Bắc Kinh, Trung Quốc. Ngay sau đó, anh đến định cư tại Los Angeles, California. Yoo kết hôn với vợ là Christine Oh vào năm 2004 và có 4 người con. Vào tháng 10 năm 2019, Yoo ra mắt kênh YouTube cá nhân, nơi anh đăng video về thói quen tập luyện hàng ngày của mình.
Yoo là một học viên Taekwondo trong thời kỳ đỉnh cao sự nghiệp của anh. Anh đã thể hiện kỹ năng võ thuật của mình trên các chương trình truyền hình Hàn Quốc. Năm 2010, khi được làm khách mời trong chương trình Asia Uncut, anh cho biết mình (vào thời điểm quay phim) đã đạt đai đen tam đẳng.

## Danh sách album đã phát hành

### Album phòng thu
| Tiêu đề        | Nội dung                                                                            | Vị trí bảng xếp hạng | Doanh thu       |
| Tiêu đề        | Nội dung                                                                            | KOR                  | Doanh thu       |
| -------------- | ----------------------------------------------------------------------------------- | -------------------- | --------------- |
| West Side      | - Phát hành: 3 tháng 3, 1997 - Hãng: Universal Music - Định dạng: CD, Cassette      | —*                   | - KOR: 800,000+ |
| For Sale       | - Phát hành: 29 tháng 4, 1998 - Hãng: Best Media - Định dạng: CD, Cassette          | 2                    | - KOR: 796,412+ |
| Now Or Never   | - Phát hành: 15 tháng 4, 1999 - Hãng: Baeksan Media - Định dạng: CD, Cassette       | 1                    | - KOR: 825,569+ |
| Over And Over  | - Phát hành: 10 tháng 12, 1999 - Hãng: Warner Music Korea - Định dạng: CD, Cassette | 1                    | - KOR: 530,674+ |
| Summit Revival | - Phát hành: 24 tháng 11, 2000 - Hãng: West Side Media - Định dạng: CD, Cassette    | 3                    | - KOR: 414,615+ |
| Infinity       | - Phát hành: 31 tháng 8, 2001 - Hãng: West Side Media - Định dạng: CD, Cassette     | 2                    | - KOR: 243,119+ |
| Rebirth of YSJ | - Phát hành: 18 tháng 8, 2007 - Hãng: Genie Music - Định dạng: CD, Digital download | —                    | —               |

### Extended plays
| Tiêu đề     | Thông tin                                                                               | Vj trí bảng xếp hạng | Doanh thu |
| Tiêu đề     | Thông tin                                                                               | KOR                  | Doanh thu |
| ----------- | --------------------------------------------------------------------------------------- | -------------------- | --------- |
| Another Day | - Phát hành: 18 tháng 1, 2019 - Hãng: YSJ Media Group - Định dạng: CD, Digital download | —                    | —         |

### Compilations and live albums
- 98 Live Album (1998)
- New Release + English Version (1999)
- All That Yoo Seung Jun (1999)
- Gold Techno Remix (2000)
- Hidden Story (2001)
- Best & J Duet Collection (2001)
- Yoo Seung Jun 2002 Live (2002)

## Phim đã tham gia

### Phim điện ảnh
- Đại Binh Tiểu Tướng (2010)
- Ngạnh Hán 2 (2011)
- Scheme With Me (2012)
- 12 Con Giáp (2012)
- Thái Cực Hiệp (2013)
- Tử Chiến Đài Hades (2013)
- Gà Trống Nuôi Con (2014)
- Bậc Thầy Chia Tay (2014)
- Kiếm Rồng (2015)
- Ngộ Không Truyện: Tử Hà Tiên Tử (2015)
- Crazy Fist (2017)
- Romantic Warrior (2017)
- Invictus Basketball (2017)
- Blade Master Li Bai (2019)

### Phim truyền hình
- Tinh Trung Nhạc Phi (2013)
- Năm Thành Hóa Thứ Mười Bốn (2020)

## Giải thưởng và đề cử

### Golden Disc Awards
| Năm  | Thể loại | Đề cử         | Kết quả   |
| ---- | -------- | ------------- | --------- |
| 1997 | Bonsang  | Yoo Seung-jun | Đoạt giải |
| 1999 | Bonsang  | Yoo Seung-jun | Đoạt giải |
| 2000 | Bonsang  | Yoo Seung-jun | Đoạt giải |

### Mnet Asian Music Awards
| Năm  | Thể loại               | Đề cử     | Kết quả   |
| ---- | ---------------------- | --------- | --------- |
| 1999 | Best Male Artist       | "Passion" | Đề cử     |
| 2000 | Best Dance Performance | "Vision"  | Đề cử     |
| 2001 | Best Dance Performance | "Wow"     | Đoạt giải |
| 2001 | Best Male Artist       | "Wow"     | Đề cử     |

### Seoul Music Awards
| Năm  | Thể loại | Đề cử         | Kết quả   |
| ---- | -------- | ------------- | --------- |
| 2000 | Bonsang  | Yoo Seung-jun | Đoạt giải |
| 2001 | Bonsang  | Yoo Seung-jun | Đoạt giải |